# Фредерик Херви, 4-й маркиз Бристоль
Фредерик Уильям Фейн Херви, 4-й маркиз Бристоль (англ. Frederick William Fane Hervey, 4th Marquess of Bristol; 8 ноября 1863 — 24 октября 1951) — британский дворянин, морской офицер и консервативный политик.

## Предыстория
Родился 8 ноября 1863 года. Второй сын лорда Огастеса Генри Чарльза Херви (1837—1875), младшего брата 3-го маркиза Бристоля, и Марианны Ходнетт (? — 1920). Он родился в Дрездене, Германия, где служил его отец.
Он получил образование в Тонбриджской школе и Королевской военно-морской академии Истмана, прежде чем поступить на HMS Britannia в качестве курсанта в январе 1877 года. В возрасте 15 лет он был мичманом.

## Военно-морская и политическая карьера
В августе 1901 года Фредерик Херви был назначен командовать крейсером ВМС Прометей, который был мобилизирован во Флоте Канала сентября следующего года. Он был произведен в капитаны на 31 декабря 1901 года и прослужил в этом звании в течение десятилетия, командир линкора Ринаун за два месяца в конце 1907 года. В мае 1911 года он был внесен в Список отставных в звании контр-адмирала.
Фредерик Херви был избран на всеобщих выборах в январе 1906 года членом парламента от Бери-Сент-Эдмундса, но автоматически ушел в отставку в августе следующего года, когда сменил своего дядю на посту пэра . Позже он стал председателем совета графства Вест-Саффолк с 1915 по 1934 год.

## Семья

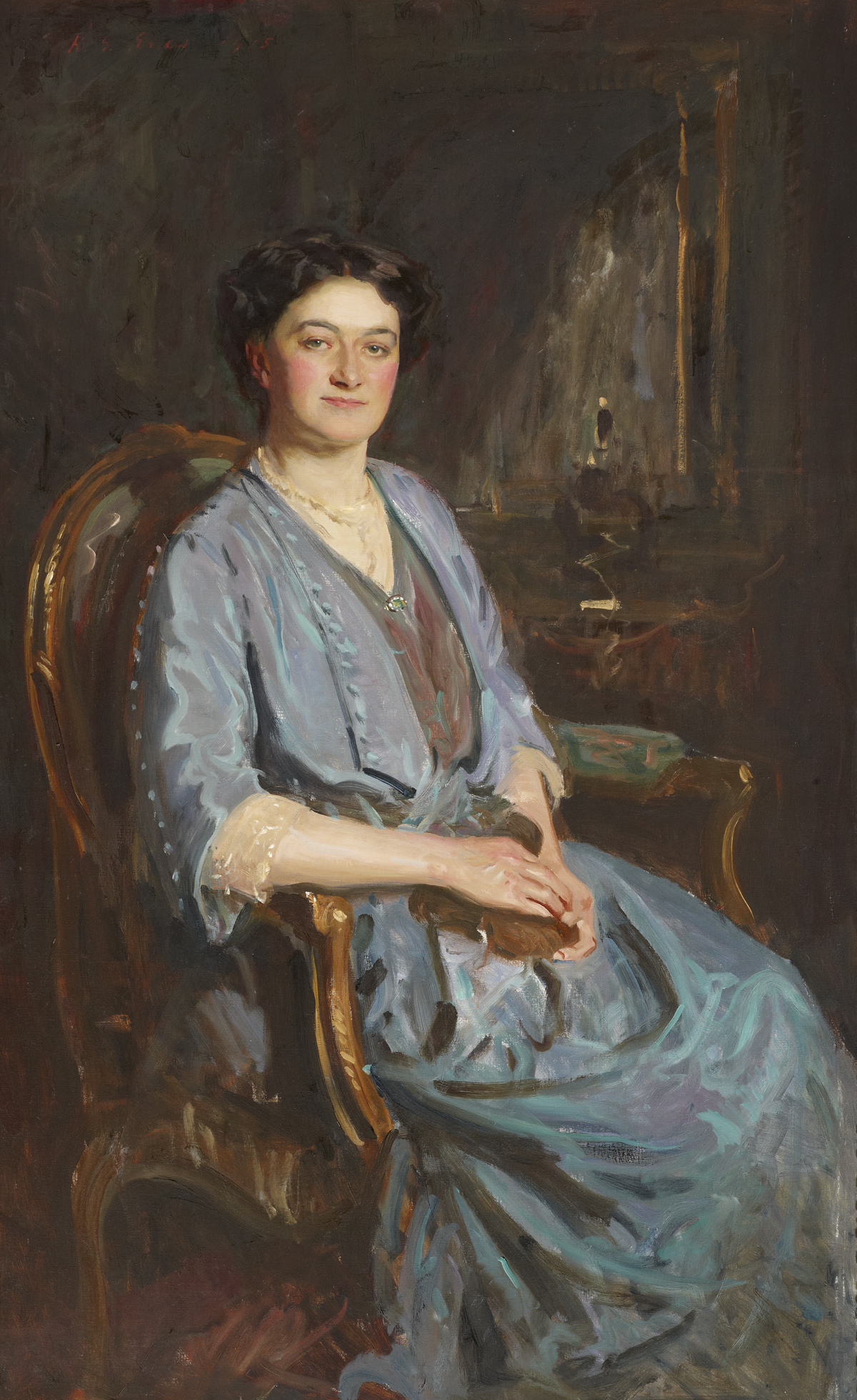
Элис Фрэнсис Теодора Уайтс в 1915 году

4-й маркиз женился 6 декабря 1896 года на наследнице Элис Фрэнсис Теодоре Уайтс (1875 — 15 сентября 1957), дочери Джорджа Эдварда Уайтса. У них было две дочери:
- Леди Марджори Херви (16 октября 1898 — 22 ноября 1967)[7], в 1919 году вышла замуж за майора Джона Фрэнсиса Эшли Эрскина, лорда Эрскина (1895—1953), от брака с которым у неё было четверо детей.
- Леди Филлис Херви (род. 30 ноября 1899), муж с 1921 года капитан Джон Дункан Джордж Макрей, от брака с которым у неё была одна дочь.

В 1907 году семья переехала из лоджа в Икворт-хаус, фамильное поместье, в котором, как и в большинстве довоенных английских загородных домов, жила большая свита. Согласно воспоминаниям сельской учительницы, феодальные традиции все еще сохранялись, и жильцы поместья не осмеливались жаловаться на плохое жилье. Младшим братом 4-го маркиза Бристоля был лорд Мэннер Уильям Херви (1866—1944), настоятель в соседней деревни Хорринджер в 1900—1944 годах, который также служил в церкви Икворта.
24 октября 1951 года 87-летний Фредерик Херви, 4-й маркиз Бристоль, скончался. Ему наследовал его младший брат, лорд Герберт Херви.